# 1957 en football canadien
Chronologie
Saison précédente Saison suivante
1957 est la 74e saison depuis la fondation de la Canadian Rugby Football Union en 1884.

## Événements
Le Conseil du football canadien (CFC) autorise le blocage par les attaquants jusqu'à la troisième ligne de 5 verges (yards en Europe).
Le match de la coupe Grey est pour la première fois retransmis en direct à travers tout le Canada. Les droits de télédiffusion ont été vendus 125 000 dollars.

## Classements
| Clt   | Équipe                 | PJ | V  | D  | N | BP  | BC  | Pts |
| ----- | ---------------------- | -- | -- | -- | - | --- | --- | --- |
| +001, | Tiger-Cats de Hamilton | 14 | 10 | 4  | 0 | 250 | 189 | 20  |
| +002, | Rough Riders d'Ottawa  | 14 | 8  | 6  | 0 | 326 | 237 | 16  |
| +003, | Alouettes de Montréal  | 14 | 6  | 8  | 0 | 287 | 301 | 12  |
| +004, | Argonauts de Toronto   | 14 | 4  | 10 | 0 | 274 | 410 | 8   |

| Clt   | Équipe                           | PJ | V  | D  | N | BP  | BC  | Pts |
| ----- | -------------------------------- | -- | -- | -- | - | --- | --- | --- |
| +001, | Eskimos d'Edmonton               | 16 | 14 | 2  | 0 | 475 | 142 | 28  |
| +002, | Blue Bombers de Winnipeg         | 16 | 12 | 4  | 0 | 406 | 300 | 24  |
| +003, | Stampeders de Calgary            | 16 | 6  | 10 | 0 | 221 | 413 | 12  |
| +004, | Lions de la Colombie-Britannique | 16 | 4  | 11 | 1 | 284 | 369 | 9   |
| +005, | Roughriders de la Saskatchewan   | 16 | 3  | 12 | 1 | 276 | 438 | 7   |

## Séries éliminatoires

### Demi-finale de la WIFU
- 9 novembre : Stampeders de Calgary 13 - Blue Bombers de Winnipeg 13
- 11 novembre : Blue Bombers de Winnipeg 15 - Stampeders de Calgary 3

Winnipeg remporte la série 28 à 16.

### Finale de la WIFU
- 16 novembre : Eskimos d'Edmonton 7 - Blue Bombers de Winnipeg 19
- 20 novembre : Blue Bombers de Winnipeg 4 - Eskimos d'Edmonton 5
- 23 novembre : Blue Bombers de Winnipeg 17 - Eskimos d'Edmonton 2 (Pr.)

Winnipeg gagne la série au meilleur de trois matchs 2 à 1 et passe au match de la coupe Grey.

### Demi-finale de la IRFU
- 13 novembre : Alouettes de Montréal 24 - Rough Riders d'Ottawa 15

### Finale de la IRFU
- 16 novembre : Tiger-Cats de Hamilton 17 - Alouettes de Montréal 10
- 23 novembre : Alouettes de Montréal 1 - Tiger-Cats de Hamilton 39

Hamilton remporte la série 56 à 11 et passe au match de la coupe Grey.

### 45ecoupe Grey
- 30 novembre : Les Tiger-Cats de Hamilton gagnent 32-7 contre les Blue Bombers de Winnipeg au Varsity Stadium à Toronto (Ontario).

## Honneurs individuels
- Trophée Schenley du meilleur joueur : Jackie Parker (en) (QA), Eskimos d'Edmonton
- Trophée Schenley du meilleur joueur de ligne : Kaye Vaughan (en) (BL), Rough Riders d'Ottawa[4]
- Trophée Schenley du meilleur Canadien : Gerry James (en) (CA), Blue Bombers de Winnipeg
- Trophée Jeff-Russel (courage, habileté, jeu propre et esprit sportif dans l'IRFU) : Dick Shatto (DO), Argonauts de Toronto